# کونوننکو (آستراخان)
کونوننکو (به لاتین: Kononenko) یک منطقهٔ مسکونی در روسیه است که در استان آستراخان واقع شده‌است.